# 彼得·佩特利亞
彼得·安東尼·佩塔利亞（英語：Peter Anthony Pettalia；1955年8月9日—2016年9月12日），是美國的共和黨政治人物，前密歇根州眾議院議員。

## 生平
佩塔利亞在密歇根州底特律出生，成年後擁有汽車維修業務，也參與了租賃艙業務。
2010年，他在眾議院選舉當選為第一百零六選區代表議員，之後在2012年的選舉連任，但在到達連任限制前的2016年9月12日因摩托車事故逝世。